# Paikuse
Paikuse è un comune rurale dell'Estonia meridionale, nella contea di Pärnumaa. Il centro amministrativo è l'omonimo borgo (in estone alevik).

## Località
Oltre al capoluogo, il comune comprende 5 località (in estone küla): 
Põlendmaa, Seljametsa, Silla, Tammuru, Vaskrääma.